# تپه فنی حرفه‌ای (۲)
تپه فنی حرفه‌ای (۲) مربوط به مفرغ است و در شهرستان بروجرد، بخش مرکزی، دهستان همت‌آباد، ۱ کیلومتری شمال قلعه حاتم واقع شده و این اثر در تاریخ ۲۲ اسفند ۱۳۸۵ با شمارهٔ ثبت ۱۸۱۵۷ به‌عنوان یکی از آثار ملی ایران به ثبت رسیده است.